# 426年
| 千纪： | 1千纪                                                                                                  |
| 世纪： | 4世纪 \| 5世纪 \| 6世纪                                                                                |
| 年代： | 390年代 \| 400年代 \| 410年代 \| 420年代 \| 430年代 \| 440年代 \| 450年代                              |
| 年份： | 421年 \| 422年 \| 423年 \| 424年 \| 425年 \| 426年 \| 427年 \| 428年 \| 429年 \| 430年 \| 431年        |
| 纪年： | 丙寅年（虎年）；北魏始光三年；北凉玄始十五年；北燕太平十八年；夏承光二年；西秦建弘七年；南朝宋元嘉三年 |

## 大事记
- 宋文帝劉義隆以廢殺宋少帝及劉義真的罪名下詔將徐羡之、傅亮、謝晦等治罪，剷除權臣勢力，宋武帝遺命四位顧命大臣僅剩檀道濟存活。
- 希波的奧古斯丁完成《上帝之城》一書。
- 馬雅文明城邦科潘立國。
- 北魏攻取夏國的長安。
- 西哥特人入侵伊比利亞半島，擊敗阿蘭人並殺死阿蘭王阿達克斯（Attaces），剩下的阿蘭人擁戴汪達爾人君德里克為國王。

## 逝世
- 徐羨之，東晉末年及南朝宋初年政治人物，在南朝宋官至司徒。
- 傅亮，東晉末年及南朝宋初年官員，也是宋武帝劉裕遺命的四位顧命大臣之一，在南朝宋官至左光祿大夫、中書監、尚書令。
- 謝晦，東晉末年及南朝宋初年的重要官員，後更擔任宋少帝劉義符的四位顧命大臣之一。